# Organiste de Jamaïque
Euphonia jamaica
Espèce
Statut de conservation UICN

 LC  : Préoccupation mineure
L'Organiste de la Jamaïque (Euphonia jamaica) est une espèce de passereau d'Amérique centrale de la famille des Fringillidae.

## Répartition géographique
L'organiste de la Jamaïque vit dans les forêts humides de la Jamaïque et des Îles Caïmans,.

## Philatélie
L'organiste de la Jamaïque figure sur une édition de timbres de la Jamaïque de 1987 (45c).